# Hans Meyer (Fußballtrainer)
Hans-Joachim Meyer (* 3. November 1942 in Briesen) ist ein ehemaliger deutscher Fußballspieler und -trainer. Von Juni 2011 bis März 2024 war er Präsidiumsmitglied bei Borussia Mönchengladbach.

## Biographie

### Kindheit und Jugend
Hans Meyer wurde 1942 in Briesen im damaligen Sudetenland geboren. Seine Familie wurde nach dem Ende des Zweiten Weltkrieges aus der Tschechoslowakei heimatvertrieben und siedelte nach Roßleben in Thüringen über. Mit dem Fußball begann er als Jugendlicher bei der BSG Motor Dietlas und schloss sich, als er zur Ausbildung zum Maschinenschlosser nach Suhl ging, 1956 der BSG Motor Suhl an.

### Spielerlaufbahn
Als Perspektivspieler wurde Meyer 21-jährig 1963 zum erstmals DDR-Meister gewordenen SC Motor Jena delegiert und nahm gleichzeitig ein Studium zum Sport- und Geschichtslehrer auf. Beim Sportklub wurde er zunächst in der Reservemannschaft eingesetzt, mit der er 1967 in die zweitklassige DDR-Liga aufstieg. In der Saison der zweiten Jenaer Meisterschaft 1967/68 kam Meyer zu lediglich einem Oberligaeinsatz. Erst in der darauffolgenden Serie wurde er in die Oberligamannschaft aufgenommen. In der Oberligaspielzeit 1968/69 kam Hans Meyer, als Verteidiger spielend, mit über 20 Spielen am häufigsten zum Einsatz. Im dritten Meisterschaftsjahr der Jenenser 1969/70 wurde Meyer wieder nur zweimal aufgeboten. Am Ende dieser Saison beendete er seine aktive Laufbahn, in der er zu insgesamt 30 Oberligaeinsätzen kam und ein Tor erzielte.

### Trainertätigkeit

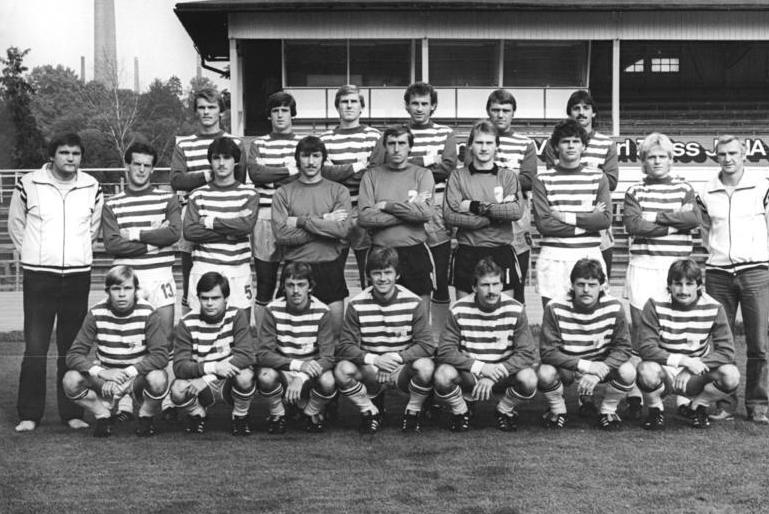
Hans Meyer (links) in seiner vorerst letzten Saison (1983/84) bei Carl Zeiss Jena

Hans Meyer erwarb an der DHfK sein Trainerdiplom. Am 1. Juli 1971 übernahm er als jüngster Trainer der DDR-Oberliga den FC Carl Zeiss Jena, nachdem er zuvor Assistenztrainer von Georg Buschner gewesen war. Mit den Jenensern wurde er dreimal FDGB-Pokalsieger (1972, 1974, 1980) und erreichte 1981 das Finale im Europapokal der Pokalsieger (1:2 gegen Dinamo Tiflis). Als 1983 die Jenaer Mannschaft nach acht Spielen sieglos auf dem vorletzten Tabellenplatz der Oberliga stand, wurde Meyer nach 12-jähriger Trainertätigkeit beim FC Carl Zeiss entlassen. Anschließend trainierte er von 1984 bis 1987 Rot-Weiß Erfurt und zwischen 1988 und 1993 den FC Karl-Marx-Stadt (Chemnitzer FC). Mit diesem erreichte er 1989 nach Erfolgen gegen Boavista Porto und den FC Sion das Achtelfinale des UEFA-Pokals, wo der Club schließlich gegen Juventus Turin ausschied, und qualifizierte sich in der Oberligasaison 1990/91 für die 2. Bundesliga. Im Anschluss trainierte Meyer erneut Jena (Oktober 1993 bis August 1994), den 1. FC Union Berlin (1995) und den niederländischen Erstligisten FC Twente Enschede (Januar 1996 bis September 1999).
Im September 1999 wurde Meyer Trainer des damaligen Zweitligisten Borussia Mönchengladbach. Meyer führte die Borussen 2001 wieder zurück in die 1. Liga. Er war somit der erste Fußballtrainer aus den ostdeutschen Bundesländern, der mit einem Verein aus dem Westen in die Bundesliga aufgestiegen ist. Meyer schied im März 2003 auf eigenen Wunsch bei Borussia Mönchengladbach aus, da es Meinungsverschiedenheiten mit einigen Pressevertretern gab. Meyer wurde nach seiner Trennung Talentesichter in Mönchengladbach. Im Dezember 2003 lockte ihn der damals abstiegsbedrohte Verein Hertha BSC wieder zurück auf die Trainerbank. Mit Meyer kam Hertha am Ende der Saison auf den 12. Tabellenplatz. Im Juni 2004 ließ Meyer die Trainertätigkeit bei Hertha BSC enden, obwohl ihm ein Angebot zur Vertragsverlängerung vorlag. Er fungierte aber noch weiterhin einige Zeit als Scout für den Verein.

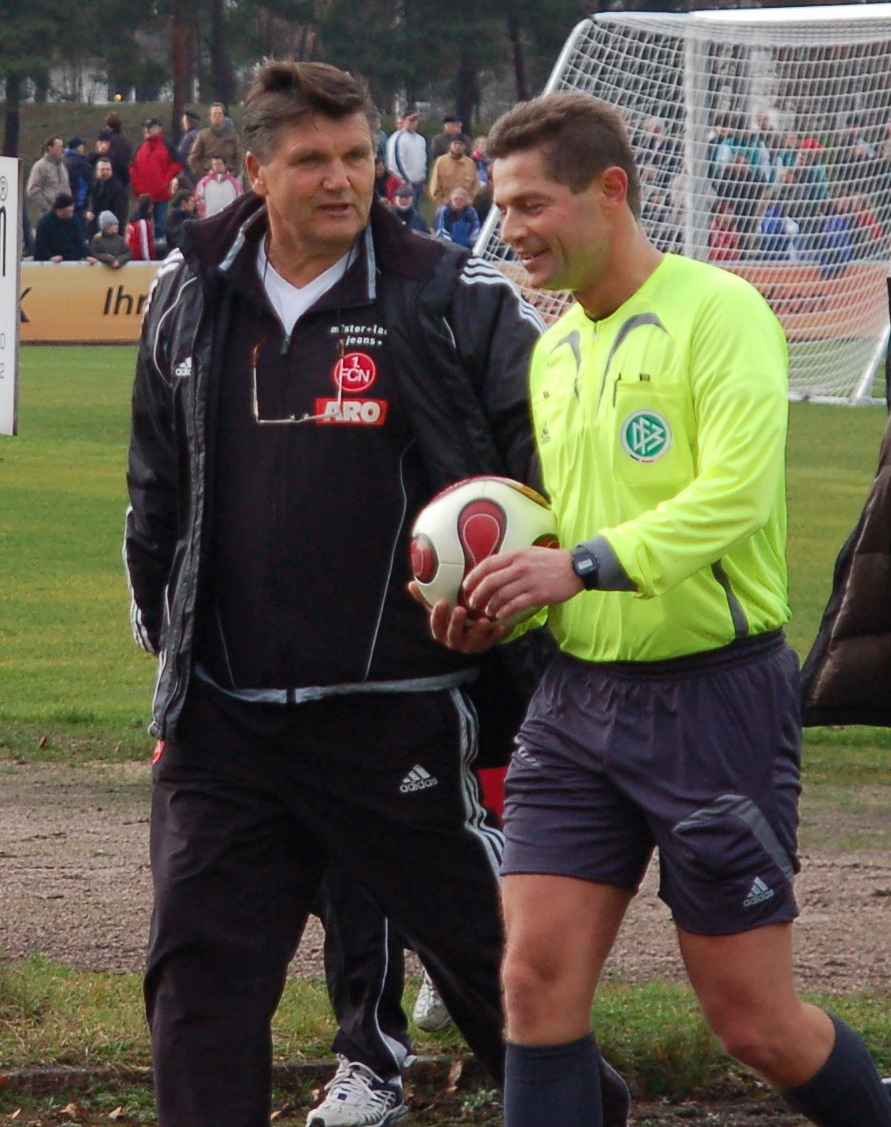
Hans Meyer 2007 als Trainer des 1. FC Nürnberg; im Gespräch mit Schiedsrichter Günter Perl

Am 9. November 2005 übernahm er dann das Amt des Cheftrainers beim damaligen Tabellenletzten der Fußball-Bundesliga, dem 1. FC Nürnberg. Innerhalb kürzester Zeit führte er die Franken auf einen Nicht-Abstiegsplatz, sicherte am 32. Spieltag den Klassenerhalt und erreichte am Ende sogar Platz 8. Daraufhin wurde Meyers Vertrag zunächst unbefristet – mit jederzeitiger Kündigungsmöglichkeit beider Seiten – verlängert. Im Februar 2007 erhielt er einen Vertrag bis 2009. In der Saison 2006/07 erreichte der 1. FC Nürnberg unter Meyers Leitung den 6. Tabellenplatz der 1. Bundesliga und gewann am 26. Mai 2007 den DFB-Pokal. Nach dem Absturz auf einen Abstiegsplatz in der Saison 2007/08 wurde Meyer am 11. Februar 2008 wegen anhaltender Erfolglosigkeit beurlaubt. Mit dem Abstieg stellte der 1. FC Nürnberg die monatlichen Gehaltszahlungen in Höhe von 140.000 Euro ein, da Meyer immer ausgeschlossen haben soll, noch einmal in der zweiten Liga zu trainieren. Dieser bestand jedoch auf die weitere Auszahlung, was bis Mitte 2009 rund 1,7 Millionen Euro ergeben hätte. Ein Schlichtungsversuch beim Deutschen Fußball-Bund scheiterte zunächst ebenso wie ein Gütetermin vor dem Arbeitsgericht Nürnberg. Am 18. Oktober 2008 wurde bekannt gegeben, dass der 1. FC Nürnberg und Hans Meyer alle bestehenden Streitigkeiten einvernehmlich beigelegt haben. Der beim Arbeitsgericht Nürnberg anhängige Rechtsstreit wurde somit offiziell beendet. Über die Einzelheiten ihrer Verständigung und den Inhalt des Vergleichs wurde nichts bekannt.
Am selben Tag kehrte Meyer als Chef-Trainer zu seinem früheren Verein Borussia Mönchengladbach zurück. Er unterschrieb beim damaligen Tabellenletzten einen Vertrag bis Ende Juni 2010. Um den Abstieg zu verhindern, baute er die Mannschaft um. So strich er bereits kurz nach Amtsantritt mehrere Spieler aus dem Kader. Zur Winterpause verpflichtete er auch neue Spieler, etwa Tomáš Galásek, den er schon nach Nürnberg geholt hatte. Am Ende gelang mit Rang 15 der direkte Klassenerhalt mit nur 31 Punkten, was einen neuen Rekord bedeutet. Trotz Klassenerhalts bat Hans Meyer am 28. Mai 2009, seinen noch ein Jahr laufenden Vertrag vorzeitig aufzulösen. Diesem Wunsch entsprach der Verein.
Zwei Jahre später wurde Meyer am 15. Juni 2011 als viertes Präsidiumsmitglied in den Vorstand von Borussia Mönchengladbach durch den Aufsichtsrat gewählt. Er sollte dabei neben Rainer Bonhof die sportliche Komponente bei Borussia Mönchengladbach unterstützen. Im März 2024 schied Hans Meyer aus dem Präsidium aus.

## Privates
Das Ministerium für Staatssicherheit führte Hans Meyer von 1971 bis 1978 unter dem Decknamen „Hans Schaxel“ als Gesellschaftlichen Mitarbeiter für Sicherheit. Als solcher soll er Informationen über die von ihm trainierten Spieler geliefert haben. Eine schriftliche Verpflichtungserklärung Meyers liegt nicht vor; er selbst bestreitet, als Inoffizieller Mitarbeiter tätig gewesen zu sein.

## Umgang mit den Medien

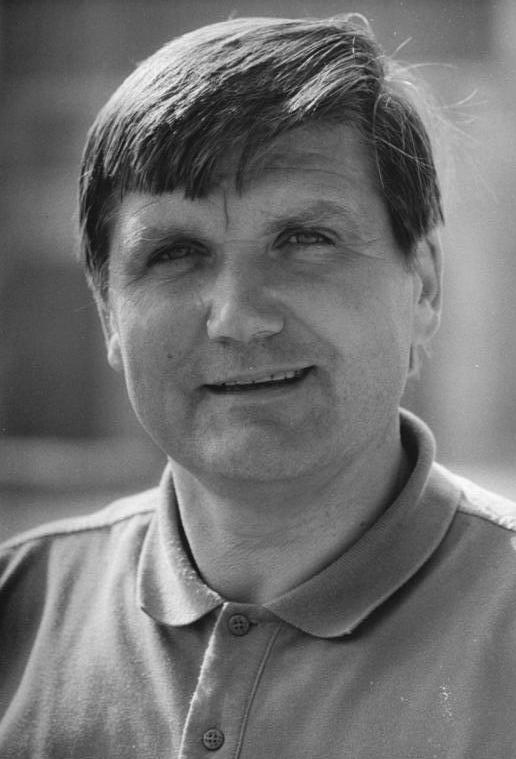
Hans Meyer (1990)

Auf Fragen von Medienvertretern reagiert Hans Meyer meist distanziert und oft sarkastisch, aber nicht ohne Selbstironie. So antwortete er auf Lob einmal mit dem Satz: „Im Fußball baut man Dir schnell ein Denkmal, aber genauso schnell pinkelt man es an.“
Für das Fußballmagazin 11 Freunde war Hans Meyer von Februar 2011 bis 2018 als ständiger Gesprächspartner in der Interviewrubrik „Gehen Sie davon aus – Hans Meyers Wahrheiten“ tätig, in der der ehemalige Trainer zu aktuellen Fußballthemen befragt wurde. Parodiert wird dabei die ehemalige Zeit-Rubrik Auf eine Zigarette mit Helmut Schmidt, in der dem ehemaligen Bundeskanzler aktuelle politische Fragen gestellt wurden.

## Trivia
- Hans Meyer ist der einzige Trainer, der sowohl den FDGB-Pokal (1972, 1974, 1980) als auch den DFB-Pokal (2007) gewinnen konnte.
- Hans Meyer ist Mitglied der Deutschen Akademie für Fußball-Kultur[13] und unterstützte mehrfach als Jurymitglied den Deutschen Fußball-Kulturpreis.[14]
- Beim Deutschen Fußball-Kulturpreis 2007 wurde seine Aussage „In schöner Regelmäßigkeit ist Fußball doch immer das Gleiche.“ als Fußballspruch des Jahres ausgezeichnet.[15]
- Vor der Fußball-WM der Schriftsteller 2007 in Schweden trainierte er kurz die deutsche Autoren-Nationalmannschaft.[16]
- Im Mai 2023 wurde Hans Meyer zum Ehrenmitglied des FC Carl Zeiss Jena ernannt.[17][18]

## Erfolge
Als Spieler
- 1968 DDR-Meister (mit dem FC Carl Zeiss Jena)
- 1970 DDR-Meister (mit dem FC Carl Zeiss Jena)

Als Trainer
- 1972 FDGB-Pokal-Sieger (mit dem FC Carl Zeiss Jena)
- 1974 FDGB-Pokal-Sieger (mit dem FC Carl Zeiss Jena)
- 1980 FDGB-Pokal-Sieger (mit dem FC Carl Zeiss Jena)
- 1981 Finale Europapokal der Pokalsieger in Düsseldorf (mit dem FC Carl Zeiss Jena 1:2 gegen Dinamo Tiflis)
- 2001 Bundesliga-Aufstieg (mit Borussia Mönchengladbach)
- 2007 DFB-Pokal-Sieger (mit dem 1. FC Nürnberg)

## Auszeichnungen
- Trainer des Jahres 2006: (Kicker-Sportmagazin)

## Film
- Trainer! (2013) mit Jürgen Klopp, Hans Meyer, Armin Veh, Stephan Schmidt, André Schubert und Frank Schmidt, Dokumentarfilm von Aljoscha Pause